# Alhama de Granada

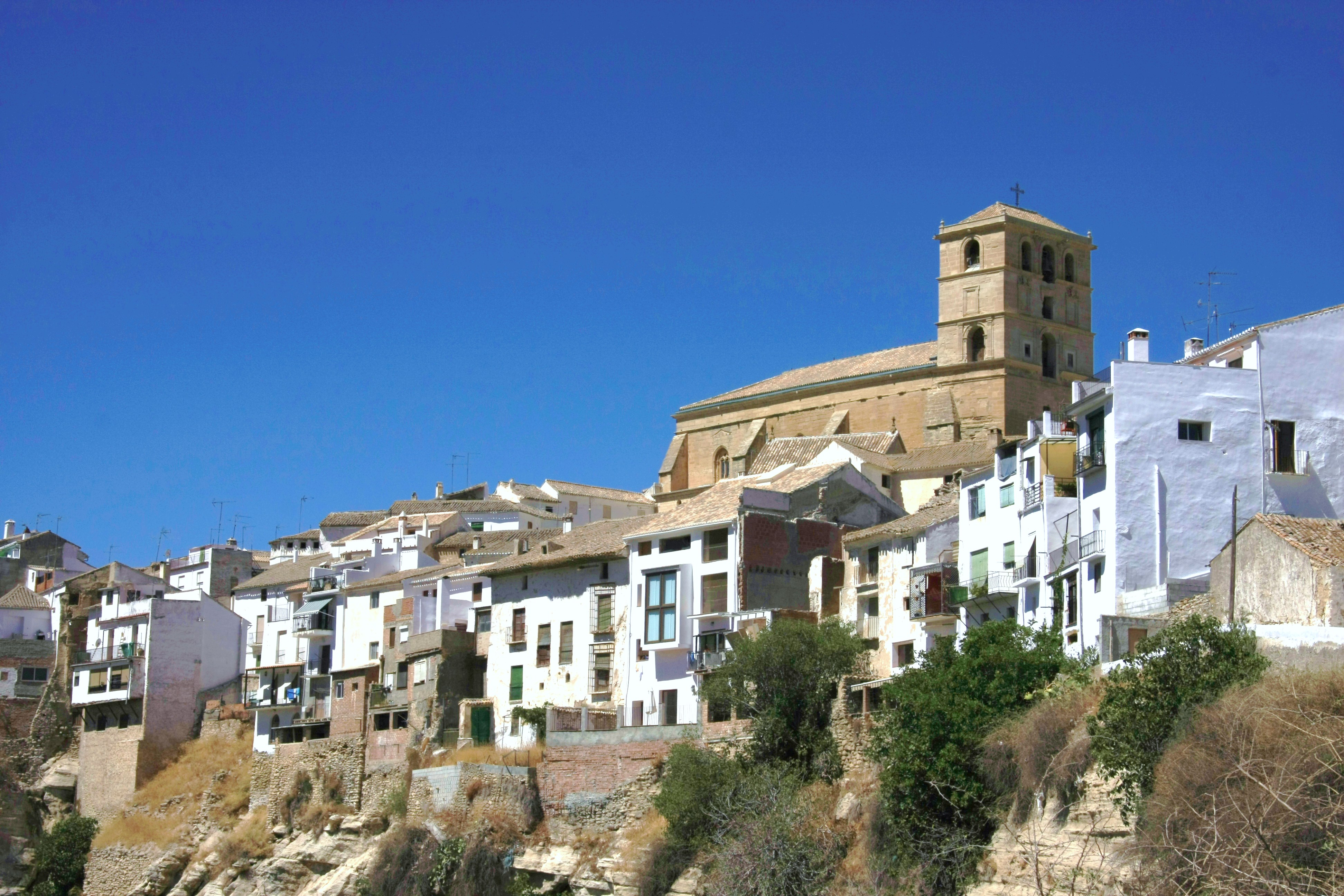
Alhama de Granada (2009)

Alhama de Granada é um município da Espanha na província de Granada, comunidade autónoma da Andaluzia, de área 433 km² com população de 6016 habitantes (2004) e densidade populacional de 14,03 hab/km².
Os benefícios das águas termais desta povoação foram descobertos na época romana.

## Demografia
| Variação demográfica do município entre 1991 e 2004 | Variação demográfica do município entre 1991 e 2004 | Variação demográfica do município entre 1991 e 2004 | Variação demográfica do município entre 1991 e 2004 |
| --------------------------------------------------- | --------------------------------------------------- | --------------------------------------------------- | --------------------------------------------------- |
| 1991                                                | 1996                                                | 2001                                                | 2004                                                |
| 6023                                                | 5983                                                | 6012                                                | 6016                                                |